# Lake Placid 3
Lake Placid 3 (conocida como Mandíbulas 3 en España y El Cocodrilo 3 en Hispanoamérica) es una Comedia de terror estadounidense de 2010 dirigida por Griff Furst. Es una secuela de Lake Placid 2 (2007) y la tercera entrega de la serie de películas Lake Placid, que cuenta la historia de unos cocodrilos devoradores de hombres que aterrorizan a la comunidad local. La película se estrenó el 21 de agosto de 2010 en el Canal Sci-Fi y se estrenó directamente en vídeo un año después.

## Argumento
Un año después de los eventos de la segunda película en Black Lake, en el condado de Aroostook, Maine, la joven pareja April y Jason se bañan desnudos y son atacados y asesinados por un grupo de cocodrilos bebés. Mientras tanto, en la casa de la fallecida Sadie Bickerman, su sobrino Nathan, su esposa Susan y su hijo Connor, están limpiando la casa para poder venderla. Sin embargo, el alguacil Tony Willinger pronto llega y convence a Nathan y Susan de que no vendan la casa. Connor persigue a un lagarto mascota escapado hasta el lago, donde se encuentra con los cocodrilos bebés que se comen al lagarto y comienza a alimentarlos en secreto. 
Dos años más tarde, Connor ha seguido alimentando a los cocodrilos ahora adultos con carne robada del supermercado, pero Dimitri pronto lo atrapa por robar en una tienda y Susan lo envía a casa con su niñera Vica. Sin embargo, Connor va al lago a alimentar a los cocodrilos, seguido por Vica; quien es atacada mientras se come a su perro Teddy. Vica, cuyo brazo está gravemente herido, encuentra a Susan en la casa de Sadie, donde atienden el brazo de Vica y Connor confiesa haber alimentado a los cocodrilos por despecho por tener una mascota y por el hecho de que sus padres no han estado pasando tiempo con él. Mientras tanto, Nathan busca en el lago; debido a una serie de desapariciones de alces. Conoce a cuatro adolescentes, Ellie, Tara, Aaron y Charlie, que están acampando en el lago. Los adolescentes le muestran a Nathan una cabeza de alce que encontraron previamente, lo que lleva a Nathan a creer que fue obra del cazador Reba, pero la cabeza desaparece antes de que pueda mostrársela a Tony. Sin embargo, convence a Tony de que busque en el lago para asegurarse de que no haya cocodrilos. Mientras los adolescentes acampan, deciden ir a nadar y las chicas se adentran en el bosque para quitarse la ropa y ponerse los bikinis. Charlie los espía y observa cómo se desnudan y toman fotografías, pero luego es devorado por un cocodrilo.
El adolescente Brett se acerca a Reba para que lo ayude a encontrar a su novia Ellie; quien teme será aprovechada por Aarón. Reba acepta y lleva a Brett al lago en su bote con Jonas y Walt. Cuando se detienen para cazar alces, un cocodrilo ataca el bote y arroja al grupo al agua. Walt es devorado, pero los demás escapan a la orilla y quedan varados en el bosque. Después de horas, Ellie y Aaron buscan al desaparecido Charlie, dejando a Tara junto al lago donde un cocodrilo la mata. Ellie y Aaron regresan y la encuentran desaparecida, por lo que deciden intentar obtener ayuda. Descubren el cadáver de Charlie y luego encuentran la chaqueta de Brett. Ellie decide buscar a Brett, lo que molesta a Aaron; que camina hacia el otro lado, solo para ser atacado por un cocodrilo.
Después de buscar en el lago, Nathan y Tony llegan a la casa de Sadie y se unen a Susan, Connor y Vica. Deciden intentar escapar de la casa para ir a un hospital, pero mientras lo hacen, Vica y Tony son devorados y el auto se sumerge en el lago. Nathan, Susan y Connor se refugian en la casa. Mientras tanto, Brett, Reba y Jonas logran matar a tiros a un cocodrilo, pero llega otro cocodrilo y decapita a Jonas antes de atacar a Reba; quien logra escapar. Desesperada, Reba quiere ponerse a salvo, pero Brett no quiere renunciar a su búsqueda, lo que obliga a Reba a noquearlo y viajar a la casa de Sadie en su bote y reunirse con Nathan, Susan y Connor. Decidido a encontrar a Ellie, Brett usa un arma para evitar que los demás lo detengan y escapa al bote de Reba para encontrarla. Encuentra a Ellie, pero un cocodrilo lo mata.
Reba mata a un cocodrilo que irrumpe en la casa y luego se va con Nathan, Susan y Connor. Ellie se une a ellos y llegan a la ciudad. El grupo irrumpe en el supermercado para pedir ayuda y activa la alarma, pero el teléfono de la tienda está roto. Sus acciones atraen a Dimitri, pero es devorado rápidamente cuando un grupo de cocodrilos ingresa al supermercado. El grupo es emboscado, pero logran matar a la mayoría de los cocodrilos, pero Reba (aparentemente) muere en el proceso. El único cocodrilo que queda persigue a Nathan, Susan, Ellie y Connor hasta la gasolinera, donde el grupo logra encender gasolina con un encendedor, provocando una explosión que mata al cocodrilo. Luego llega una ambulancia y ayuda a Nathan, Susan, Ellie y Connor.
Algún tiempo después, Nathan lleva a un grupo de turistas por el lago y les cuenta sobre los cocodrilos que se cree que están extintos. Sin embargo, se ve a un cocodrilo bebé nadando en el lago, antes de que un cocodrilo adulto ataque a la cámara y termine la película.

## Reparto
- Colin Ferguson como Nathan Bickerman
- Yancy Butler como Reba, una guía de caza.
- Kirsty Mitchell como Susan Bickerman
- Kacey Clarke como Ellie
- Jordan Grehs como Connor Bickerman
- Michael Ironside como el Alguacil Tony Willinger
- Mark Evans como Brett
- Nils Hognestad como Aaron
- Bianca Ilich como Vica
- Angélica Penn como Tara
- Brian Landon como Charlie Berman
- Atanas Srebrev como Jonas
- Donald Anderson como Walt
- Roxanne Pallett como April
- James Marchant como Jason
- Velizar Binev como Dimitri
- John Laskowski como el asistente de estación
- Ivo Simeonov como el borracho del pueblo
- Kremena Otashliyska como una chica

## Recepción
David Nusair de Reelfilm.com lo llamó "... simplemente otra secuela de terror innecesaria directa a video" y le otorgó 1.5 de 4 estrellas. Ken Tucker de Entertainment Weekly le dio a la película una crítica negativa, llamándola "la última nueva película de terror basura del canal Syfy". Tuvo algunos elogios para Ferguson quien "hizo su trabajo lo mejor posible dadas las circunstancias" y Butler, pero extrañó la presencia de Betty White de la primera película.

## Versión Casera
Lake Placid 3 se lanzó en DVD el 26 de octubre de 2010. El DVD es una versión sin clasificar y contiene escenas de desnudez.